# Timonius fuscus
Timonius fuscus är en måreväxtart som först beskrevs av Pieter Willem Korthals, och fick sitt nu gällande namn av Wilhelm Gerhard Walpers. Timonius fuscus ingår i släktet Timonius och familjen måreväxter.
Artens utbredningsområde är Sumatera. Inga underarter finns listade i Catalogue of Life.